# سلبوغة وبرية
سلبوغة وبرية (الاسم العلمي:Solpuga villosa) هي نوع من العنكبوتيات يتبع جنس السلبوغة من الفصيلة السلبوغية.